# Rébellion des portes Hamaguri
La rébellion des portes Hamaguri (蛤御門の変, Hamagurigomon no hen), aussi incident des portes interdites (禁門の変, Kinmon no hen), a lieu le 19 juillet du calendrier lunaire (20 août 1864 du calendrier grégorien) et reflète le mécontentement des groupes pro-impériaux et anti-étrangers, durant la période du Bakumatsu. Ces portes sont celles du palais impérial de Kyoto.
Il s'agissait de profiter du voyage de l'empereur visitant la tombe de l'empereur Jinmu[réf. nécessaire], pour le capturer en profitant de la panique causée par un incendie planifié de Kyoto, et de marcher ensuite sur Edo pour en finir avec le bakufu. Les rebelles se rangent sous le slogan Sonnō jōi, promulgué par l'empereur comme l'ordre d'expulser les barbares en mars 1863 et souhaitent contrôler l'empereur lui-même pour restaurer le trône impérial. L'information fut interceptée par Matsudaira Katamori.
Le clan Aizu s'allia avec le domaine de Satsuma, gouverné par Shimazu Hisamitsu. Ils mènent ensemble la défense du palais impérial durant la bataille. L'étape suivante fut de dire à l'empereur le réel motif de sa visite à Kyoto. Un ordre impérial officialisa le report de la visite. Au même moment, Aizu et Satsuma défendirent le palais impérial et en expulsèrent sept partisans du Sonnō jōi.
L'incendie déclenché par les rebelles détruisit 27 511 maisons, 1 207 magasins et 253 temples.
Durant la sanglante répression qui s'ensuit, le clan du domaine de Chōshū est tenu pour responsable de l’insurrection. Le shogunat mène une opération de représailles armée, la première expédition de Chōshū en septembre 1864. Il fut interdit à la province de Chōshū de garder les portes du palais et tous ses hommes furent contraints de rentrer dans leur province.

## Source de la traduction
- (en) Cet article est partiellement ou en totalité issu de l’article de Wikipédia en anglais intitulé « Kinmon Incident » (voir la liste des auteurs).